# USS Sloat (DD-316)
USS Sloat (DD-316) là một tàu khu trục lớp Clemson được Hải quân Hoa Kỳ chế tạo vào cuối Chiến tranh Thế giới thứ nhất. Nó là chiếc tàu chiến đầu tiên của Hải quân Hoa Kỳ được đặt theo tên Chuẩn đô đốc John Drake Sloat (1781-1876), người tham gia cuộc Chiến tranh 1812 và Chiến tranh Mexico-Hoa Kỳ. Sloat ngừng hoạt động năm 1930 và đánh chìm như một mục tiêu năm 1935 nhằm tuân thủ quy định hạn chế vũ trang của Hiệp ước Hải quân London

## Thiết kế và chế tạo
Sloat được đặt lườn vào ngày 18 tháng 1 năm 1919 tại xưởng tàu Union Iron Works của hãng Bethlehem Shipbuilding Corporation ở San Francisco, California. Nó được hạ thủy vào ngày 14 tháng 5 năm 1919, được đỡ đầu bởi bà Edwin A. Sherman; và được đưa ra hoạt động vào ngày 30 tháng 12 năm 1920 dưới quyền chỉ huy của Hạm trưởng, Thiếu tá Hải quân J. R. Palmer.

## Lịch sử hoạt động
Sloat đi đến San Diego, California để chạy thử máy vào ngày 24 tháng 1 năm 1921, rồi được đưa về lực lượng dự bị cho đến tháng 10. Nó tiến hành các cuộc thực tập tác xạ trong mùa Đông và thử nghiệm ngư lôi vào tháng 4 và tháng 5 năm 1922. Vào ngày 27 tháng 6, nó khởi hành cùng với hạm đội đi Puget Sound, và hoạt động tại khu vực này cho đến khi quay trở về San Diego vào ngày 19 tháng 9. Vào ngày 6 tháng 2 năm 1923, nó rời San Diego cùng với hạm đội để thực hành ngoài khơi Panama cho đến khi quay trở về vào ngày 11 tháng 4. Nó trải qua hầu hết thời gian còn lại của năm cũng như năm tiếp theo sửa chữa tại Xưởng hải quân Mare Island trước khi quay trở về San Diego vào ngày 22 tháng 12 năm 1924.
Vào ngày 3 tháng 4 năm 1925, Sloat khởi hành từ San Diego cùng với hạm đội để thực tập tại vùng biển ngoài khơi Hawaii. Đến ngày 1 tháng 7, Hạm đội Chiến trận lên đường từ Hawaii cho một chuyến viếng thăm thiện chí đến khu vực Tây Nam Thái Bình Dương, và chiếc tàu khu trục đã viếng thăm Melbourne, Australia; Lyttelton và Wellington, New Zealand cùng American Samoa trước khi quay trở về San Diego vào ngày 19 tháng 9. Nó rời San Diego vào ngày 1 tháng 2 năm 1926 để tham gia cuộc tập trận hạm đội ngoài khơi Panama từ ngày 15 tháng 2 đến ngày 8 tháng 3, rồi được đại tu tại Xưởng hải quân Mare Island từ ngày 22 tháng 3 đến ngày 4 tháng 5. Sau chuyến đi huấn luyện quân nhân dự bị vào mùa Hè, nó lại được sửa chữa tại Mare Island từ ngày 30 tháng 12 năm 1926 đến ngày 3 tháng 2 năm 1927.
Sloat khởi hành cùng Hạm đội Chiến trận vào ngày 17 tháng 2 năm 1927 để thực hành chiến trận, và đã băng qua kênh đào Panama vào ngày 5 tháng 3. Cuộc tập trận tại vùng biển Caribe kéo dài cho đến ngày 22 tháng 4, và hạm đội sau đó đã viếng thăm New York, tiến hành một cuộc tập trận phối hợp Hải-Lục quân tại vịnh Narragansett trước khi đi đến Hampton Roads vào ngày 29 tháng 5 cho một cuộc Duyệt binh Tổng thống. Sau khi lên đường đi Panama vào ngày 4 tháng 6, nó được sửa chữa bởi một tàu tiếp liệu tại hồ Gatun thuộc vùng kênh đào, rồi được lệnh thay phiên cho tàu khu trục Mervine (DD-322) trong nhiệm vụ tuần tra ngoài khơi bờ biển Nicaragua.
Nhiệm vụ của Sloat là bảo vệ tính mạng và tài sản của công dân Hoa Kỳ cũng như thuộc các quốc tịch khác tại Nicaragua, và đã giúp vào việc duy trì trật tự. Nó đã phục vụ hai lượt ngoài khơi bờ biển Nicaragoa trong thành phần Hải đội Đặc vụ: từ ngày 25 tháng 6 đến ngày 6 tháng 7 và từ ngày 22 tháng 7 đến ngày 8 tháng 8 năm 1927. Băng qua kênh đào vào ngày 10 tháng 8, nó quay trở về San Diego vào ngày 23 tháng 8, và được đại tu tại Xưởng hải quân Mare Island từ ngày 19 tháng 2 đến ngày 31 tháng 3 năm 1928.
Sloat rời San Diego vào ngày 9 tháng 4 năm 1928 và đi đến Trân Châu Cảng cùng hạm đội vào ngày 28 tháng 4, tham gia cuộc tập trận Vấn đề Hạm đội VIII trên đường đi. Nó quay trở về San Diego vào ngày 23 tháng 6, và đi đến Puget Sound vào ngày 9 tháng 7 để thực tập mùa Hè. Quay trở về San Diego vào ngày 1 tháng 9, nó tham gia cuộc thực tập ngoài khơi vùng kênh đào Panama từ ngày 27 tháng 1 đến ngày 6 tháng 2 năm 1929, rồi được đại tu đại tu tại Xưởng hải quân Mare Island từ ngày 3 tháng 3 đến ngày 13 tháng 4. Nó tiến hành huấn luyện ngoài khơi San Diego trong mùa Hè, và sau một chuyến đi kéo dài một tuần đến San Francisco, đã quay trở về San Diego vào ngày 28 tháng 8 năm 1929.
Sloat được cho xuất biên chế vào ngày 2 tháng 6 năm 1930; được thay phiên bởi chiếc Upshur (DD-144) vừa được cho tái biên chế trở lại. Tên nó được cho rút khỏi danh sách Đăng bạ Hải quân vào ngày 28 tháng 1 năm 1935, và nó bị đánh chìm như một mục tiêu thực hành ngoài khơi San Diego vào ngày 26 tháng 6 năm 1935.